# Редніцгембах
Редніцгембах (нім. Rednitzhembach) — громада в Німеччині, розташована в землі Баварія. Підпорядковується адміністративному округу Середня Франконія. Входить до складу району Рот.
Площа — 13,01 км2. Населення становить 6946 ос. (станом на 31 грудня 2020).